# Hohenbucko
Hohenbucko település Németországban, azon belül Brandenburgban. Lakosainak száma 611 fő (2023. december 31.).

## Népesség
A település népességének változása:
| Lakosok száma | 633  | 638  | 614  | 615  | 611  |
|               | 2017 | 2019 | 2021 | 2022 | 2023 |